# Зират Газетеси
„Зират Газетеси“ (на османски турски: زراعة غزتسي; на турски: Ziraat Gazetesi, в превод Селскостопански вестник) е османски вестник, излизал в Солун, Османската империя от декември 1909 година.
Публикува се всеки месец. Има за цел да просвети земеделските производители. Редактор на вестника е А. Ферид.